# کلیکن
کلیکن (به آلمانی: Klieken) یک منطقهٔ مسکونی در آلمان است که در کسویگ واقع شده‌است. کلیکن  ۱٬۱۱۳ نفر جمعیت دارد.